# Schijn van leven en andere verhalen
Schijn van leven en andere verhalen is een bundel sciencefictionverhalen geschreven door diverse auteurs.
Het is de Nederlandstalige versie van The 1977 annual world's best SF in mei 1977 uitgegeven door Daw Books. Samenstellers waren Donald A. Wolheim en Arthur W. Sara. In de Verenigde Staten zouden er negentien van zulke verzamelalbums uitgegeven worden. 
In Nederland werd de bundel uit gegeven door Uitgeverij Het Spectrum als Prisma Pockets onder catalogusnummer 1840. Onbekend is of Prisma Pockets ook andere uit die Amerikaanse serie heeft uitgebracht. Deze uit 1977 verwijst alleen op het titelblad naar de Amerikaanse serie. De Nederlandse kostprijs voor deze bundel bedroeg 7,90 NLG. De pers besteedde er nauwelijks aandacht aan, anders dan het bericht dat het uitgegeven was.
Spectrum nam niet de moeite om de oorspronkelijke titels te vermelden van de volgende verhalen:
- pagina 7: Brain W. Aldiss: Schijn van leven (Appearance of life)
- pagina 23: John Varley: Rood staan bij de geheugenbank (Overdrawn of the Memory Bank)
- pagina 53: Michael G. Coney: Die goeie ouwe tijd van vloeibare brandstof (Those good old days of liquid fuel)
- pagina 73: Richard Cowper: Het Hertford-manuscript (The Hertford Manuscript)
- pagina 104: Lester del Rey: Natuurlijk voordeel (Natural advantage)
- pagina 117: Isaac Asimov: Tweehonderd jaar mens (The bicentennial man)
- pagina 154: Joanna Russ: Mijn boot (My boat)
- pagina 170: James Tiptree jr.: Houston, Houston, ontvangt u mij (Houston, Houston, do you read?)

Het verhaal I see you van Damon Knight werd niet in de Nederlandse editie meegenomen, net zomin als een introductie.
Een aantal verhalen werd in de Verenigde Staten genomineerd voor SF-prijzen. Bekendst verhaal is zonder meer Tweehonderd jaar mens; een van zijn vele robotverhalen. Cowper verwees in zijn verhaal naar De Tijdmachine van H.G. Wells. Joanna Russ verwijst naar De cultus van Cthulu van H.P. Lovecraft. 

## Tiptree
Tiptree verwijst met zijn titel naar “Houston, we’ve had a problem” van Jim Lovell na een explosie aan boord van Apollo 13. Ook bij Tiptree is er sprake van een probleem. Na een onderzoekstocht rond de zon probeert een ruimteschip contact te krijgen met het Lyndon B. Johnson Space Center, maar krijgt geen contact. In plaats van direct terug te keren, blijkt het ruimteschip er meer dan 200 jaar over te hebben gedaan. Houston bestaat niet meer. De drie manlijke astronauten kunnen wel contact krijgen met ruimteschip en een basis op de Maan. Het blijkt dat door een pandemie de variatie XY-chromosoon is uitgeroeid; de mensheid bestaat alleen nog uit vrouwelijke klonen.